# 門捷列夫化工大學
俄羅斯門捷列夫化工大學（俄语：Росси́йский хи́мико-технологи́ческий университе́т и́мени Д. И. Менделе́ева，羅馬化：Rossiyskiy khimiko-tekhnologicheskiy universitet imeni D. I. Mendeleyeva，简称：РХТУ）是位于俄羅斯莫斯科的一間大學，創立於1880年，1992年從學院升格為大學。為俄羅斯著名的高等化工院校，也是世界聞名的培養化學、化工高級人才的專業院校。
校名的由來是為了紀念德米特里·門捷列夫。

## 科系
- 無機物質工藝學系
- 有機物質工藝學系
- 含矽製品化工系
- 聚合物化工系
- 工程物理化學系
- 化學工程系
- 化工生產過程控制論
- 生態工程系
- 經濟系
- 化學製藥系

## 著名校友
- 李貴鮮，中共第十二至十六屆中央委員會委員（工程物理化學系畢業）
- 葉夫圖申科夫弗拉基米爾彼得羅維奇畢業於工程與化學學院 [1]
- 铁奥列格*维克托罗维奇[2][3][4]